# Pneu reserva

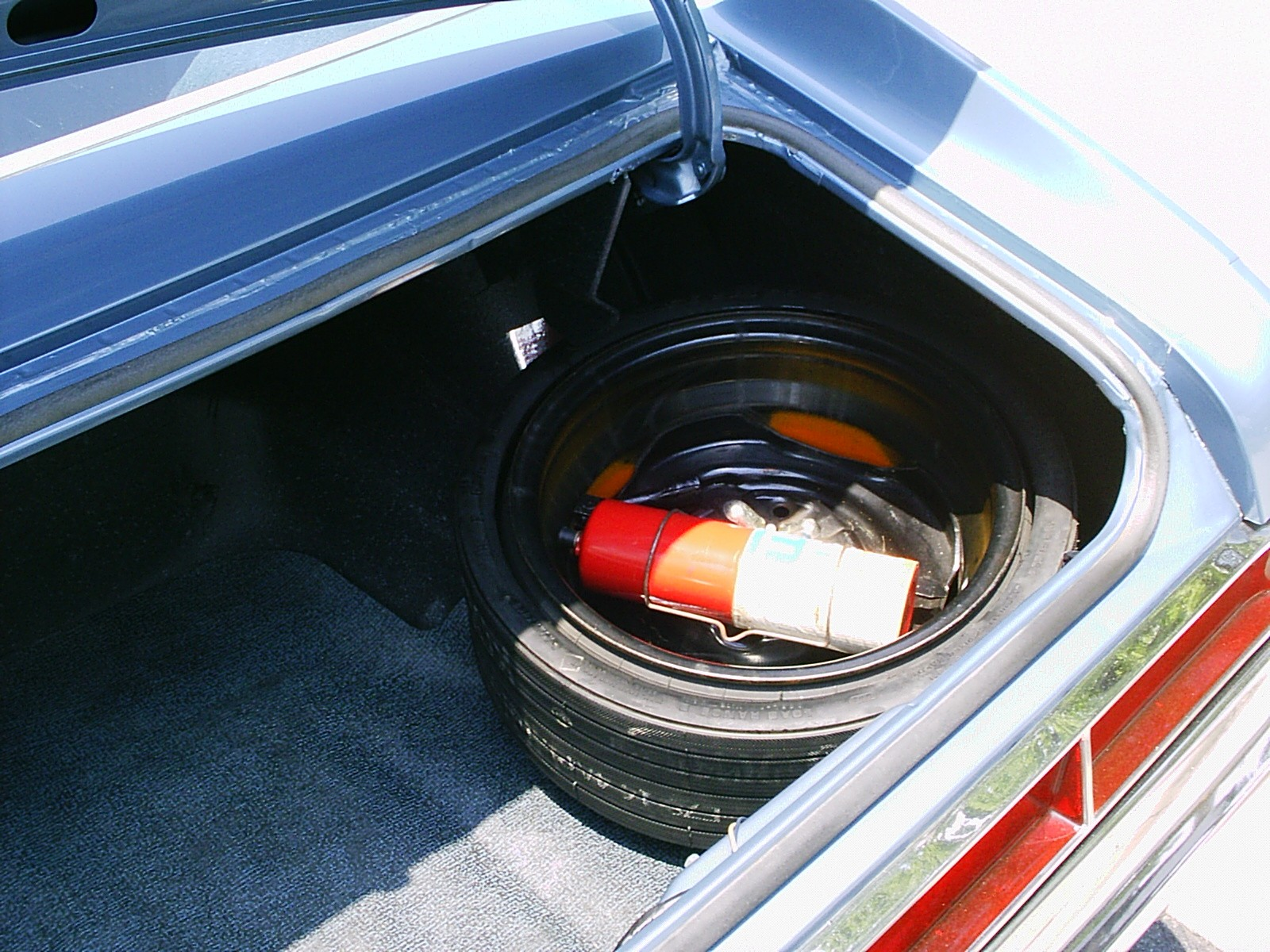
Pneu de um automóvel.

O pneu reserva, chamado popularmente no Brasil de estepe, é o pneu sobressalente que a maioria dos automóveis possuem obrigatoriamente como item de segurança. Contudo, enquanto o Código de Trânsito Brasileiro determina que o estepe tenha o mesmo tamanho, formato e aro das demais rodas do veículo, na Europa, Japão e Estados Unidos o estepe é diferenciado e bem mais compacto, a fim de reduzir custos.

## Resumo sobre Pneu Reserva — Resolução CONTRAN nº 913/2022
Capítulo II da resolução trata especificamente do conjunto roda e pneu sobressalente (pneu reserva) e sistemas alternativos para veículos das categorias M1 (transporte de passageiros até 8 lugares) e N1 (transporte de cargas até 3,5 toneladas):
- Especificações técnicas: O pneu reserva deve ter diâmetro externo igual ao dos pneus rodantes, salvo variações homologadas pela montadora que não comprometam a segurança.
- Alojamento adequado: Veículos com pneu reserva devem ter espaço útil para armazená-lo sem afetar a segurança ou a lotação dos ocupantes.
- Velocidade máxima: A montadora deve informar a velocidade segura para uso do pneu reserva temporário.
- Desgaste mínimo: O pneu reserva só pode ser usado enquanto a profundidade dos sulcos for superior a 1,6 mm.
- Manual do veículo: Deve conter instruções para o uso temporário e substituição rápida do pneu reserva.
- Normas técnicas: O conjunto roda/pneu sobressalente deve atender aos regulamentos do INMETRO.
- Sistemas alternativos: Veículos com pneus que trafegam “sem ar” devem incluir selante e dispositivo de enchimento em até 10 minutos.
- Homologações internacionais: São aceitos regulamentos como ECE R64, ECE R141 e FMVSS 109 para comprovação de segurança.[1]

A função do pneu reserva é substituir um pneu que tenha passado por algum problema sem comprometer qualquer característica comum do veículo. Assim, é recomendado que o pneu reserva possua as mesmas características dos pneus comuns: marca, aro, formato, calibração, etc. Isso deve ser obedecido para que todos os pneus possuam o mesmo comportamento de rodagem e frenagem, pois qualquer alteração entre eles pode gerar um risco na estabilidade dos veículos nessas situações. Na prática, porém, essa função vem sendo alterada em nome da economia, tornando cada vez mais comuns os chamados “estepes temporários”, que dão suporte até a chegada ao borracheiro mais próximo.

## Obrigatoriedade no Brasil
Trafegar com equipamento obrigatório em desacordo com o estabelecido pelo CONTRAN, ou trafegar sem o estepe em veículos que possuem obrigatoriedade, é considerada como infração grave, tendo como penalidade multa e retenção do veículo para regularização.
Há um projeto de lei (PL 82/2015) que propõe a obrigação do fornecimento de rodas e pneus sobressalentes em idênticas dimensões das demais rodas e pneus que equipam os veículos novos, nacionais e importados, comercializados no País.
A Resolução CONTRAN nº 540/2015 regulamenta o uso de estepes temporários e sistemas alternativos para veículos leves. A norma estabelece que o pneu reserva deve ter um diâmetro compatível com os demais pneus, a menos que haja homologação específica da montadora.
Entre os requisitos da resolução estão:
- Alojamento: O veículo deve ter um local para o estepe que não comprometa a segurança.
- Velocidade: A montadora deve informar a velocidade máxima segura para o uso do estepe.
- Desgaste: A profundidade dos sulcos do pneu reserva deve ser superior a 1,6 mm.
- Sistemas alternativos: Sistemas como pneus "Run Flat" devem incluir um kit de reparo capaz de inflar o pneu em até 10 minutos.

A resolução entrou em vigor para todos os veículos fabricados ou importados a partir de 1º de janeiro de 2017. 

## Segurança
A Resolução CONTRAN nº 912, de 28 de março de 2022, estabelece a lista de equipamentos obrigatórios para que veículos possam circular nas vias públicas do Brasil. Essa norma consolida as regras, revogando diversas resoluções anteriores.
Para veículos automotores e ônibus elétricos, os itens essenciais incluem:
- Segurança e iluminação: Para-choques, espelhos retrovisores, sistema de luzes completo (faróis, lanternas, setas e luz de freio), velocímetro e buzina.
- Pneus e manutenção: Pneus em condições seguras e um kit de emergência com roda sobressalente (estepe), macaco e chave de roda.
- Emergência: Um dispositivo de sinalização de emergência (triângulo) e freios de estacionamento e de serviço.
- Proteção dos ocupantes: Cintos de segurança para todos os ocupantes, além de encosto de cabeça em automóveis fabricados a partir de 1999.

A resolução também detalha os equipamentos necessários para outras categorias de veículos, como motocicletas, reboques e tratores.

A ausência de qualquer um desses equipamentos pode resultar em penalidades, como multa e retenção do veículo, conforme o Código de Trânsito Brasileiro. 